# Священная месть
«Священная месть» — кинофильм.

## Сюжет
В мире постапокалипсиса мирные граждане вовсю терроризируются бандами злобных байкеров, не останавливающимися ни перед чем, даже перед убийствами. Когда они нападают и убивают всю семью деревенского священника по имени Кори, тот возлагает на себя обязанности по защите справедливости и начинает мстить своим обидчикам.

## В ролях
- Дэвид Хевенер — Коди
- Стюарт Уитман — Дюк (Реактор)
- Дарвин Свалв — Хог
- Элисон Дэвис — Шона